# Gesloten systeem
Een gesloten systeem is, in de systeemtheorie, een systeem dat weinig of geen interactie met de omgeving heeft, of dat minder interactie heeft dan andere, vergelijkbare systemen; het tegengestelde is een open systeem.
Hieronder in alfabetische volgorde enkele vakgebieden die de term gesloten systeem hanteren.

## Ecologie
Biosfeer 2 is een ecologisch experiment waarin geprobeerd werd om mensen te laten leven in een afgesloten systeem waar alleen energie in de vorm van zonlicht aan werd toegevoegd. Het experiment is uitgevoerd in de Verenigde Staten eind jaren 1980 en begin jaren 1990. In de Sovjet-Unie was al eerder een vergelijkbaar experiment gedaan onder de naam BIOS-3.

## Natuurwetenschap
In de natuurwetenschap is een gesloten systeem in strikte zin een systeem dat geen materie en/of energie uitwisselt met de omgeving. In de praktijk geldt dit ook als er een beperkte uitwisseling plaatsvindt. Bepaalde thermodynamische wetten, zoals de Tweede wet van de thermodynamica, hebben specifiek betrekking op gesloten systemen. Een hypothetisch gesloten systeem dat geen materie en bovendien geen energie uitwisselt, is een geïsoleerd systeem.

## Politiek
Een gesloten systeem in de politiek kent besluitvorming met een gebrek aan openheid en is niet of nauwelijks toegankelijk voor buitenstaanders. Onder de naam glasnost probeerde partijleider Michail Gorbatsjov aan het eind van de jaren 1980 openheid te brengen in de politieke situatie van de Sovjet-Unie.

## Rechtswetenschap
In de rechtswetenschappen en wetgeving is sprake van een gesloten systeem of gesloten stelsel, als er een wettelijk vastgelegde definitie is die een limitatieve opsomming geeft van de juridische mogelijkheden. In Nederland is dat onder andere zo bij het rechtspersonenrecht, het goederenrecht en erfrecht. Men kan dus geen andere rechtspersonen oprichten dan de wet noemt; op geen andere manier eigendom(srechten) verkrijgen of verliezen en niet anders over de eigen nalatenschap beschikken dan vastgelegd in een wet. Het overeenkomstenrecht is daartegenover een voorbeeld van een open systeem; bij overeenkomst kan binnen algemene grenzen worden afgesproken wat beide partijen willen.  
De regels van de gesloten systemen gaan voor op die van de open systemen. Men kan dus niet rechtsgeldig overeenkomen een rechtspersoon op te richten die in het rechtspersonenrecht niet bestaat. Evenmin kan men met een notaris afspreken na overlijden rechtshandelingen over de nalatenschap te verrichten als daar geen uiterste wilsbeschikking voor bestaat. 

## Schaken
Bij schaken is een gesloten systeem het weinig pionnen uitwisselen en eventueel het vormen van in elkaar geschoven pionnenketens. Het is dan lastiger om met de stukken op vijandelijk terrein te komen en eventueel kan zelfs het manoeuvreren achter de eigen pionnen bemoeilijkt worden. De partij ontwikkelt zich langzamer dan bij open systemen. Gesloten systemen ontwikkelen zich vaker in het gesloten spel dan in het open spel, maar het verband is niet eenduidig. Diverse schaakopeningen hebben een gesloten variant, bijvoorbeeld het gesloten Siciliaans.

## Tuinbouw
In de plantenteelt in de glastuinbouw is een gesloten teeltsysteem als er wordt geteeld op stromend water dat hergebruikt wordt, zodat er geen meststoffen en chemische bestrijdingsmiddelen naar het milieu weglekken. Regenwater wordt opgevangen in een waterbassin en gebruikt voor de verder teelt. In dit systeem worden luchtramen gebruikt, waardoor nog CO2 naar het milieu weglekt. Ook wordt er nog extra warmte toegevoerd.
Een nieuw systeem dat nu op een tomatenteeltbedrijf als proef wordt toegepast is een totaal gesloten systeem. Hier zijn geen luchtramen meer aanwezig en wordt de lucht met luchtbehandelingsapparatuur behandeld. Zowel de temperatuur, het CO2-gehalte als de luchtvochtigheid worden zeer nauwkeurig geregeld. 's Zomers is er door de instraling van de zon een overschot aan warmte dat in een waterbron in de grond wordt opgeslagen om 's winters weer gebruikt te worden met behulp van een warmtepomp. Extra warmte (aardwarmte) wordt uit een 50 tot 100 m diepe bron aan het grondwater onttrokken voor de benodigde extra verwarming.

## Anesthesiologie
Tijdens algehele anesthesie, als tijdens de beademing de dampvormige anesthetica, de eventuele gebruikte lachgas en de uitgeademde zuurstof weer wordt hergebruikt bij de volgende inademing. Het uitgeademde koolzuurgas of CO2 wordt door Sodalime uit het systeem gefilterd. Aan de nieuwe inademing wordt alleen het door het metabolisme verbruikte zuurstof toegevoegd.     